# Uitgebroken
Uitgebroken is een boek van de Nederlandse auteur Theo-Henk Streng. Het boek verscheen in oktober 2008 bij Uitgeverij Holland. Het is de tweede jeugdthriller van de auteur die zich afspeelt in de Amsterdamse onderwereld. In het boek staat de relatie tussen een zoon en een moeder, die een roemruchte reputatie als drugshandelaar heeft, centraal.

## Het verhaal
Het boek begint met Justin, de hoofdpersoon, die samen met zijn vader en de advocaat van zijn moeder, een bezoek brengt aan de gevangenis waarin ze vast zit voor drugssmokkel. In de gevangenis blijkt zijn moeder ongerust te zijn. Een paar weken later wordt Justin bij de rector van zijn school geroepen en blijkt zijn moeder verdwenen te zijn. De vraag is: waar is ze gebleven?
Justin probeert de draad van zijn leven weer op te pakken, maar dat gaat niet makkelijk. Zeker niet als blijkt dat een bepaalde criminele groepering - die voorheen achter zijn moeder aan zat - nu ook hem op de hielen zit.

## Feiten
Het boek is gebaseerd op gebeurtenissen in de Amsterdamse onderwereld, maar geen van deze gebeurtenissen is in de realiteit te herleiden. Het gaat vooral om algemene zaken, waaronder de hasjhandel en de eeuwige klopjacht van de overheid op grote criminelen. Hoewel in het boek geen echte namen gebruikt zijn, doen sommige karakters wel denken aan bestaande criminelen.

## Recensies
De recensies op het boek zijn voor het merendeel lovend, hoewel er ook een kritische noot is. Zeker omdat in de boeken de georganiseerde misdaad - in al haar facetten - veelvuldig aan bod komt, zou het voor jongeren het beeld van de misdaad kunnen romantiseren. Het boek wordt verder bestempeld als 'realistisch', 'spannend' en in  het bijzonder geschikt voor jongeren die niet direct van lezen houden.